# 三星Galaxy Z Flip 5
三星Galaxy Z Flip 5 （英語：Samsung Galaxy Z Flip 5 ）是一款由三星電子設計、生產、銷售和製造的可摺疊式智慧型手機，在2023年7月26日的Galaxy Unpacked與三星Galaxy Z Fold 5一同發布（此次Galaxy Unpacked活動首次在韓國舉行）     ，是Galaxy Z Flip 4的繼承產品。於2023年8月11日開始發售。

## 規格
三星Galaxy Z Flip 5的處理器使用高通驍龍8 Gen 2 for Galaxy，防水防護等級為IPX8，外框採用Armor鋁合金，具有6.7吋內螢幕，由三星製造的超薄玻璃保護，外螢幕由三星Galaxy Z Flip 4的1.9吋升級至3.4吋，可直接由外螢幕開啟大多數應用程式（第三方應用程式則需透過三星的Good Lock插件設定後才能於外螢幕開啟）和使用鍵盤進行文字輸入（僅支援三星鍵盤），也能透過雙指縮放查看所有小工具頁面。轉軸與三星Galaxy Z Fold 5同樣由U型絞鏈更換成水滴型絞鏈，摺疊時無空隙。
三星Galaxy Z Flip 5共有薄荷綠、曜石灰、奶霜白、薰衣紫、冰海藍、灰色、綠色、黃色等8種顏色可供選擇，其中冰海藍、灰色、綠色、黃色為線上商城限定色，此次也為臺灣市場首度引入線上商城限定色（僅有冰海藍搭配8GB+256GB容量）。
| 顏色 | 名稱   |
| ---- | ------ |
|      | 薄荷綠 |
|      | 曜石灰 |
|      | 薰衣紫 |
|      | 奶霜白 |
|      | 灰色   |
|      | 冰海藍 |
|      | 綠色   |
|      | 黄色   |

### 硬體
三星Galaxy Z Flip 5具有3.4吋的外螢幕和6.7吋的內螢幕。外螢幕為Super AMOLED螢幕，形狀為不規則形（類似Windows資料夾的外型）。內螢幕則為Dynamic AMOLED 2X螢幕，具有120Hz的可變更新率。

### 容量
三星Galaxy Z Flip 5具有8GB的隨機存取記憶體，以及256GB或512GB的儲存空間，不支援micro-SD卡擴充容量。

### 電池
三星Galaxy Z Flip 5具有3700mAh的鋰離子聚合物電池，採用雙電池模組設計，有線充電最大功率為25W，而無線充電最高為15W。

### 相機
三星Galaxy Z Flip 5配備2個後置鏡頭，分別為1200萬像素的廣角鏡頭和1200萬像素的超廣角鏡頭，但由於外螢幕的改變，後置鏡頭改為橫向排列。而內螢幕另有1000萬像素的前置鏡頭。

### 軟體
三星Galaxy Z Flip 5預載基於Android 13的One UI 5.1.1，目前可透過官方更新至Android 15的One UI 7.0，且可使用Galaxy AI之功能。

## 外部連結
- 官方网站